# Septimiu Sever (actor)
Septimiu Sever (n. 30 aprilie 1926, Turda – d. 15 august 2017, Montréal, Canada) a fost un actor român de teatru și film.
A absolvit în 1947 Academia Regală de Muzică și Artă Dramatică din București, clasa Marioarei Voiculescu. În 1948 a fost angajat la Teatrul Dramatic „Radu Stanca” din Sibiu iar din 1949 a fost angajat la Teatrul Bulandra din București.
A jucat în spectacole și pe scenele Teatrului Național din București, Teatrului Național din Cluj, Teatrului Mic din București și Teatrului „Ion Creangă” din București.
În anul 1971, împreună cu soția sa, Erastia Peretz (care fusese aleasă Miss România în 1931, pe când avea 17 ani), a emigrat în Franța.
În 1972 s-a mutat în Canada, unde s-a stabilit la Montréal. În Canada a jucat în filme ale televiziunii canadiene francofone. De asemenea, a ajutat la punerea în scenă a unor piese la Teatrul de Vară și a primit câteva roluri la Radio-Canada.

## Filmografie
- Mitrea Cocor (1952) - Mitrea Cocor
- Citadela sfărâmată (1957)
- La vârsta dragostei (1963)
- De-aș fi... Harap Alb (1965)
- Dacii (1967)
- Mihai Viteazul (1971) - Radu Buzescu
- Grand-papa (1976)
- Faut le faire (1977)
- Passe-Partout (1977-) (1 épisode)
- Jeunes en liberté (I) (1979)
- Jeunes en liberté (II) (1980)
- Marisol (1983)
- Le matou (1985)
- Sophie, Lilianne et Normand (1986)
- Manon (1987)
- La source du mal (1988)
- Rachel et Réjean Inc. (1988)
- Un signe de feu (1991)

## Distincții
- Medalia „A cincea aniversare a Republicii Populare Române” (24 decembrie 1952) „pentru lupta și munca duse în vederea făuririi, consolidării și prosperării Republicii Populare Române”[6]
- laureat al Premiului de Stat (ante 1955)[7]
- Ordinul Muncii clasa a II-a (25 decembrie 1957) „cu prilejul împlinirii a zece ani de activitate a Teatrului Municipal din București, pentru merite deosebite în activitatea artistică”[8]
- titlul de Artist Emerit (28 martie 1962) „pentru realizări valoroase în domeniul artistic” (menționat Septimiu Sever Florea)[9][10]
- Ordinul „Meritul Cultural” clasa a III-a (6 noiembrie 1967) „pentru merite deosebite în domeniul artei dramatice”[11]